# Ralf Benson
Ralf Benson (* 30. April 1973 in Heiden) ist ein  ehemaliger deutscher Schauspieler.

## Leben und Karriere
Ralf Benson spielte bereits während seiner Ausbildung zum Industriekaufmann an der Freilichtbühne Coesfeld in Musicalproduktionen wie Anatevka, Jesus Christ Superstar, Linie 1 und Hair. 1994 kam Benson nach Berlin und besuchte dort eine Schauspielschule. Nebenbei arbeitete er als Model und Kellner. Zudem nahm er Schauspielunterricht bei Heidelotte Diehl. 1996 bewarb er sich schließlich bei Gute Zeiten, schlechte Zeiten und wurde sofort als Fabian Moreno in den Hauptcast aufgenommen. Diese Rolle verkörperte er durchgängig bis 2000 und kam 2003 noch einmal für ein Jahr zurück zur Serie.
Im Jahr 2000 wirkte Ralf Benson im Roy-Black-Musical Ganz in Weiß mit. Außerdem brachte er in diesem Jahr seine erste Single Just Meant For You heraus.

## Berufliches Leben nach der Schauspielerei
Benson betreibt eine eigene Website, über welche er Analysen von Vor- und Nachnamen sowie Persönlichkeitsberatung anbietet. Im Jahr 2019 erschien sein Buch Die geheime Kraft der Namen.

## Filmografie

### Fernsehen
- 1996–2000 und 2003–2004: Gute Zeiten, schlechte Zeiten

### Kino
- 2004:  Beyond the Sea – Musik war sein Leben (Beyond the Sea)

## Theater
- 2000: Ganz in Weiß – Das Roy Black Musical, Kongresshalle, Augsburg
- 2002: Tolles Geld, Deutschland-Tournee
- 2003: Der Kreis, Deutschland-Tournee
- 2004/2005: Ganz oder gar nicht – Ladies Night, Düsseldorf
- 2007: König Horst, Comoedienhaus, Hanau
- 2008: Rumpelstilzchen und König Drosselbart, Märchenfestspiele, Hanau